# Provincia di Kompienga
La provincia di Kompienga è una delle 45 province del Burkina Faso, situata nella Regione dell'Est. Il capoluogo è Pama.

## Struttura della provincia
La provincia di Kompienga comprende 3 dipartimenti, di cui 1 città e 2 comuni:

### Città
- Pama

### Comuni
- Kompienga
- Madjoari